# 샤나 모클러
셰이나 모클러(Shanna Moakler, 영어 발음: /ˈʃeɪnə/, 1975년 3월 28일 ~ )는 미국의 배우, 모델이다.

## 출연 작품
- 브리댈플라스티 (2010)
- 스타와 춤을 (2005)
- 씨잉 아더 피플 (2004)
- 지미 키멜 라이브! (2003)
- 카슨 데일리 쇼 (2002)
- 크리티컬 매스(영어판) (2000)
- 야성녀 아이비 3 (1997)
- 패시픽 블루 (1996)